# Новокшенов, Виктор Юрьевич
Новокшенов Виктор Юрьевич (р. 9 октября 1951, Свердловск) — математик, доктор физико-математических наук (1988), чл. корреспондент АН РБ (2002).

## Биография
Родился 9 октября 1951 года в Свердловске, где и окончил в 1969 году школу.
С 1969 года — студент факультета математики и механики Уральского Государственного Университета в Свердловске. После окончания института в 1974 году работал в Институте Математики с ВЦ УНЦ РАН. В 1979 Новокшенов защитил кандидатскую диссертацию, в 1988 году — докторскую диссертацию по теме «Изомонодромные деформации и уравнения Пенлеве» (Ленинградское отделение математического института им. Стеклова).
Занимался преподавательской работой на кафедре специальных глав математики Уфимского государственного авиационного технического университета и читал лекции в Башкирском государственном университете.
В настоящее время работает заведующий отделом математической физики Института математики с вычислительным центром Уфимского научного центра РАН.
Область научных интересов Новокшенова — нелинейная математическая физика, теория солитонов, асимптотические методы решения линейных и нелинейных дифференциальных уравнений, уравнения Пенлеве.
Среди учеников В. Новокшенова — 3 доктора и более 20 кандидатов наук.

## Труды
Автор более 70 научных трудов, включая 3 монографии.
V.Yu.Novokshenov, Dynamics of the Whitham gaps for real-valued solutions of Sine-Gordon equation with finite-gap boundary conditions, Funct. Analiz i ego prilozh., 1996, Т.30, No 4, С.31-44.
V.Yu.Novokshenov, A.G.Shagalov, Bound states for the elliptic sine-Gordon equation, Physica D, v.106 (1997) p. 81-94
V.Yu. Novokshenov, Radial-Symmetric Solution of the Cosh-Laplace Equation and the Distribution of Its Singlarities, Russian. J. Math. Phys., v.5, N 2 1998, 211—226.
A.R.Its, V.Yu.Novokshenov The Isomonodromic Deformation Method in the Theory of Painleve equations. Lecture Notes in Mathematics, Vol. 1191, 313 p. Springer-Verlag. (1986).